# Bomolocha vetustalis
Bomolocha vetustalis är en fjärilsart som beskrevs av Achille Guenée 1854. Bomolocha vetustalis ingår i släktet Bomolocha och familjen nattflyn. Inga underarter finns listade i Catalogue of Life.